# Нафтифин
Нафтифин (Нафтин) је антимикотик из групе алиламина. Терапијски се примењује у облику масти и гелова, и то најчешће формулисаних као 1% нафтифин хидрохлорид. Нафтифин је уједно и прво антифунгално средство из групе алиламина које је постало доступно на тржишту.
Нафтифин делује као специфични инхибитор сквален епоксидазе, ензима кључног за нормалну синтезу ергостерола код гљивица. Његова инхибиција има за последицу смањен удео ергостерола у ћелијској мембрани, а ово за узврат утиче на промену особина мембране, смањујући њену способност да ефикасно одржава киселост цитосола и транспортује хранљиве материје. Додатно, нагомиливање сквалена у цитосолу делује токсично по ћелију.
Нафтифин се користи искључиво топикално, јер одмах након апсорпције из дигестивног тракта подлеже значајној метаболичкој деградацији у јетри, па није прикладан за системску употребу. Примењује се примарно код дерматомикоза.